# Egehøj

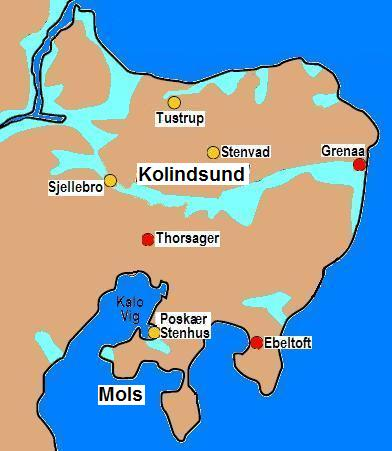
Egehøj westlich von Grenaa auf der Halbinsel Djursland

Der Egehøj (deutsch „Eichenhügel“) nordwestlich von Hemmed, östlich von Bonnerup in Norddjursland, in Jütland ist einer der wenigen rekonstruierten großen Grabhügel in Dänemark. Seine Rekonstruktion basiert auf der Ausgrabung von 1969–1972, die zeigte, dass der Hügel drei Bauphasen durchlief. Die Rekonstruktion bildet den letzten Bauabschnitt des Hügels in der Bronzezeit um etwa 1200 v. Chr. ab.

## Phase 1
Der aus Rasenplaggen errichtete Hügel hat über 15 m Durchmesser und wurde von einer etwa einen Meter hohen Steineinfassung umgeben. Er enthielt einen für die Bronzezeit typischen Eichensarg, der eine Frau und als Grabbeigaben einen Dolch und eine Bronzenadel, sowie zwei Spiralgoldringe enthielt.

## Phase 2
Etwa 1.000 v. Chr., während der zweiten Hügelbauphase erweiterte man den Hügel mit einer einen Meter dicken Torfschicht und fasste in wiederum mit großen Steinen ein. Diese Hügelphase wird durch den inneren der rekonstruierten Steinkreis markiert. An der südöstlichen Hügelseite – außerhalb der ursprünglichen Hügeleinfassung – wurde die die Erweiterung auslösende, etwa vier Meter lange Steinkiste entdeckt, die Leichenbrand enthielt.
Ansonsten blieb die Bestattungssitte beim Wechsel von der Körper- (die die Baumsargbestattung repräsentiert), zur Feuerbestattung gleich. In der Steinkiste lagen drei Doppelknöpfe aus Bronze, drei herzförmige Pfeilspitzen aus Feuerstein und mit Messingdraht umwickelte Lederstreifen, die die Pfeilspitze mit dem Pfeilschaft verbanden sowie zwei Bronzespiralen als Grabbeigaben. Die Steinkistenbestattung, die es bereits im Neolithikum gab, ist eine bronzezeitliche Übergangsform zwischen der Körperbestattung und den späteren Urnenbestattungen.

## Phase 3
Der Hügel wurde (etwa 700 v. Chr.) mit einer dünnen Erdschicht bedeckt und mit einer neuen Einfassung (der äußere Steinkreis) versehen. Aus dieser Phase existieren sechs Urnengräber. Mit dem Leichenbrand wurden Bernsteinklumpen, ein Doppelknopf und verschiedene dünne Bronzeplatten gefunden.
Der Egehøj wurde 500 Jahre lang als Grabhügel verwendet. Er zeigt wie komplex die Struktur eines Hügels aus der Bronzezeit sein kann.

## Die Siedlung
Südöstlich des Hügels wurden auf einer etwa 20 ha großen Fläche, von der 1.225 m² ausgegraben wurden, Siedlungsspuren gefunden. In der einer Grube konnten die Spuren von drei rechteckigen Häusern zwischen 18 und 21 m Länge und etwa sechs Meter Breite identifiziert werden. Eines der Häuser vom Egehøj wurde im Freilichtmuseum Hjerl Hede rekonstruiert. Die Haustypen, die Töpferware und die Feuersteinartefakte datierten die Häuser an den Beginn der Bronzezeit um 1700 v. Chr.
In 1980er Jahre ist die Siedlung am Egehøj erneut durch umfangreiche Ausgrabungen untersucht worden. Hier wurde eine der am besten erhaltenen Siedlungen aus der späten Jungsteinzeit und der frühen Bronzezeit freigelegt. Die Funde vom Egehøj sind im Djurslands Museum in Grenaa ausgestellt.